# Wyścigi (film)
Wyścigi (ang. Speedway) – amerykański film z 1968 roku w reżyserii Normana Tauroga z udziałem Elvisa Presleya w roli głównej.

## Obsada
- Elvis Presley jako Steve Grayson
- Nancy Sinatra jako Susan Jacks
- Bill Bixby jako Kenny Donford
- Gale Gordon jako R. W. Hepworth
- William Schallert jako Abel Esterlake
- Victoria Paige Meyerink jako Ellie Esterlake
- Carl Ballantine jako Birdie Kebner
- Ross Hagen jako Paul Dado
- Charlotte Stewart jako Lori
- Sandy Reed jako spiker na wyścigach